# 薩洛爾 (明尼蘇達州)
薩洛爾（英語：Salol）是位於美國明尼蘇達州羅索縣恩斯特龍鎮區的一個非建制地區。

## 歷史
薩洛爾的郵局於1907年成立，其後於1993年停運。此地由一名轉任為縣官的藥劑師命名。

## 地理
薩洛爾所處的海拔為高於海平面329米（即1079英呎），而該地所採用的時區為UTC-6，即北美中部時區（CST）。同時該地設有夏令時間，為UTC-6調快一小時，即UTC-5（CDT）。